# Коссен де Персеваль, Жан-Жак
Жан-Жа́к Коссе́н де Персева́ль (фр. Jean Jacques Antoine Caussin de Perceval; 1759—1835) — французский востоковед. Профессор арабского языка в Collège de France. Отец востоковеда Арман-Пьера Коссен де Персеваля.

## Главные труды
переводы с арабского:
- Новаири,
- «История Сицилии под мусульманским владычеством» (1802),
- часть «Тысячи и одной ночи»,
- «Большой хакимов зидж» Ибн Юнуса,
- «Макамы» Аль-Харири,
- басни Лукмана,
- семь «Моаллакат» и др.[3].